# Walter Brennan
Walter Brennan (n. 25 iulie 1894, Lynn⁠(d), Massachusetts, SUA – d. 21 septembrie 1974, Oxnard, California, SUA) a fost un actor american de teatru și film, care a câștigat trei Premii Oscar.

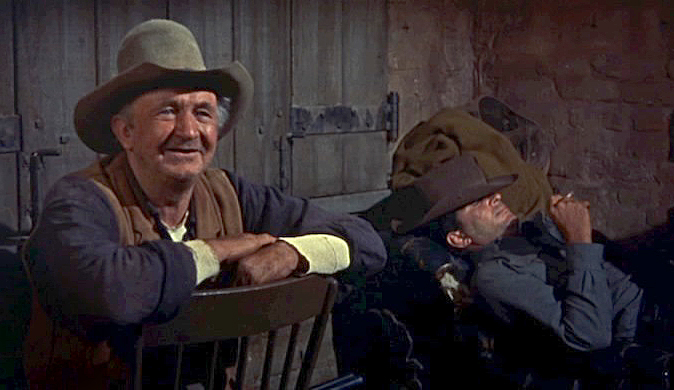
Walter Brennan (scenă din filmul american „Rio Bravo”)

## Biografie
A început să studieze la Massachusetts Institute of Technology din Cambridge, din statul său natal,  Massachusetts, dar a preferat cariera cinematografică, având prima apariție pe ecran în filmul Regele jazzului (1930). Datorita fizicului particular si a maliției cordiale, Brennan se va instala destul de repede în eșalonul marilor interpreți ai Hollywoodului. „Actor de puternica vocație dramatică, Walter Brennan și-a însoțit expresivitatea jocului cu simpatia personajului său decorativ, integrat inseparabil filmului western din deceniul patru și cinci” (Oscar pentru Kentucky-1938, The Westerner-1940] menționează criticul Napoleon Toma Iancu[1].

## Discografie

### Albume
| An   | Album           | US | Label   |
| ---- | --------------- | -- | ------- |
| 1960 | Dutchman's Gold | —  | Dot     |
| 1962 | Old Rivers      | 54 | Liberty |

### Single-uri
| An   | Single             | Poziții în topuri | Poziții în topuri | Poziții în topuri | Album            |
| An   | Single             | US                | US AC             | US Country        | Album            |
| ---- | ------------------ | ----------------- | ----------------- | ----------------- | ---------------- |
| 1960 | "Dutchman's Gold"  | 30                | —                 | —                 | Dutchman's Gold  |
| 1962 | "Old Rivers"       | 5                 | 2                 | 3                 | Old Rivers       |
| 1962 | "Houdini"          | 100               | —                 | —                 | Mama Sang A Song |
| 1962 | "Mama Sang A Song" | 38                | 14                | —                 | Mama Sang A Song |

## Premiile Oscar
| An   | Premiu                | Film            | Rezultat     |
| ---- | --------------------- | --------------- | ------------ |
| 1936 | Best Supporting Actor | Come and Get It | Câștigat     |
| 1938 | Best Supporting Actor | Kentucky        | Câștigat     |
| 1940 | Best Supporting Actor | The Westerner   | Câștigat     |
| 1941 | Best Supporting Actor | Sergeant York   | Nominalizare |

## Filmografie parțială
- 1925 Lorraine of the Lions (nemenționat)
- 1927 Blake of Scotland Yard (nemenționat)
- 1929 One Hysterical Night
- 1930 Regele jazzului (King of Jazz), regia John Murray Anderson
- 1930 See America Thirst
- 1931 Scratch-As-Catch-Can
- 1932 Texas Cyclone
- 1932 Law and Order
- 1932 Two-Fisted Law
- 1933 Sensation Hunters - Stuttering Waiter
- 1933 Omul invizibil (The Invisible Man), regia James Whale
- 1934 Woman Haters (nemenționat)
- 1934 You Can't Buy Everything (nemenționat)
- 1935 Restless Knights (nemenționat)
- 1935 Party Wire (nemenționat)
- 1935 Mireasa lui Frankenstein (Bride of Frankenstein) (nemenționat)
- 1935 Noaptea nunții (The Wedding Night), regia King Vidor
- 1935 Man on the Flying Trapeze
- 1935 Barbary Coast
- 1935 Metropolitan
- 1936 Banjo on My Knee
- 1936 Three Godfathers
- 1936 These Three
- 1936 The Moon's Our Home
- 1936 Bestia umană (Fury), regia: Fritz Lang
- 1936 Come and Get It
- 1938 The Buccaneer
- 1938 The Adventures of Tom Sawyer
- 1938 The Cowboy and the Lady
- 1938 Kentucky (1938)
- 1939 The Story of Vernon and Irene Castle
- 1939 They Shall Have Music
- 1939 Stanley și Livingstone (Stanley and Livingstone), r. Henry King

- 1940 Northwest Passage
- 1940 The Westerner
- 1941 Vi-l prezint pe John Doe (Meet John Doe)
- 1941 Sergeant York
- 1941 This Woman Is Mine
- 1941 Mlaștini (Swamp Water), regia Jean Renoir
- 1942 The Pride of the Yankees
- 1942 Stand by for Action
- 1943 Slightly Dangerous
- 1943 Hangmen Also Die
- 1943 Steaua Nordului (The North Star), regia Lewis Milestone
- 1944 A avea sau a nu avea (To Have and Have Not), regia Howard Hawks
- 1944 The Princess and the Pirate
- 1945 Dakota
- 1946 A Stolen Life
- 1946 Centennial Summer
- 1946 Nobody Lives Forever
- 1946 Draga mea Clementine (My Darling Clementine), regia John Ford
- 1948 Scudda Hoo! Scudda Hay!
- 1948 Râul roșu (Red River), regia Howard Hawks
- 1948 Luna însângerată (Blood on the Moon), regia Robert Wise
- 1949 The Green Promise
- 1949 Task Force

- 1950 Curtain Call at Cactus Creek
- 1950 A Ticket to Tomahawk
- 1951 Along the Great Divide
- 1951 Best of the Badmen
- 1952 Prizonierii mlaștni (Lure of the Wilderness), regia Jean Negulesco
- 1954 Drums Across the River
- 1954 Țara îndepărtată (The Far Country), regia Anthony Mann
- 1955 O zi grea la Black Rock (Bad Day at Black Rock), regia John Sturges
- 1956 Cea mai mare iubire din lume (Come Next Spring), regia R. Springsteen
- 1956 Good-bye, My Lady
- 1956 The Proud Ones
- 1957 Tammy and the Bachelor
- 1959 Rio Bravo, regia: Howard Hawks

- 1962 Cum a fost cucerit vestul (How the West Was Won), regia Henry Hathawey
- 1965 Those Calloways
- 1967 The Gnome-Mobile
- 1967 Who's Minding the Mint?
- 1968 The One and Only, Genuine, Original Family Band
- 1969 Sprijiniți-l pe șerif! (Support Your Local Sheriff!), regia Burt Kennedy
- 1969 The Over-the-Hill Gang

- 1970 The Over-the-Hill Gang Rides Again
- 1972 Dorință mortală (Home for the Holidays)